# Boano
Boano (indonesiano: Pulau Boano) è un'isola dell'Indonesia che fa parte delle Molucche. È situata nel Mar di Ceram, pochi chilometri a nord dell'isola di Ceram (da cui la separa lo Stretto di Boano). Ha una superficie di 120 km² e il suo punto più elevato raggiunge i 606 metri.